# Božetěch Kostelka
Božetěch Kostelka (* 16. ledna 1931 Brno) je český sportovec a člen Orla, nositel Ceny Jihomoravského kraje za práci s mládeží.

## Biografie
Je jedním ze čtyř synů někdejšího českého politika a člena Orla Bedřicha Kostelky. Otec byl pro svou politickou činnost několikrát vězněn, rodině Kostelků byl zabaven majetek a byli nuceni opustit Vyškov. Tažení komunistické moci proti Orlu mělo na život Božetěcha Kostelky vliv i v dospělosti, kdy často nemohl vůbec najít práci a bydlení.
Ke konci roku 1950 byl zařazen do pomocných technických praporů. Postupně pracoval na budování bunkrů, nakonec byl nasazen i k obtížné práci v ostravských dolech.
Po návratu z vojny pracoval v traktorové stanici ve Vyškově, kde trénoval basketbalový tým, který se mu podařilo přivést až do první ligy. Roku 1959 se oženil. V roce 1960 se s manželkou přestěhoval do Brna. Pracoval v Závodu těžkého strojírenství v Heršpicích, od roku 1970 trénoval gymnastický oddíl na Starém Brně.
V roce 1989 Orel opět požádal o registraci. V této době odešel do důchodu a naplno se věnoval obnově této křesťanské tělovýchovné organizace. Největší snahu vložil do toho, aby byl majetek Orla vrácen do rukou těch, kteří jej vybudovali a aby opět sloužil k formování dětí a mládeže. V roce 1992 se stal generálním sekretářem, později místostarostou Orla. Dodnes usiluje o to, aby se co nejvíce dětí a mladých lidí zapojilo v Orlu do sportovních a kulturních činností. Sám je trenérem mládeže v basketbalu a sportovní gymnastice.
V roce 2016 se stal nositelem Ceny Jihomoravského kraje za práci s mládeží.